# Csaj kontra Szörny
A Csaj kontra Szörny (eredeti cím: Girl vs. Monster) 2012-es amerikai-kanadai Disney Channel film, Olivia Holt főszereplésével. Rendezte Stuart Gillard, írta Annie DeYoung és Ron McGee.
Az Amerikai Egyesült Államokban 2012. október 12-én mutatták be, Magyarországi premierje pedig 2012. október 27-én volt a Disney Channel-en.

## Szereplők
| Szereplő                     | Színész             | Magyar hang       |
| ---------------------------- | ------------------- | ----------------- |
| Skylar Lewis                 | Olivia Holt         | Nemes Takách Kata |
| Sadie                        | Kerris Dorsey       | Gulás Fanni       |
| Henry                        | Brendan Meyer       | Baradlay Viktor   |
| Myra Santelli                | Katherine McNamara  | Molnár Ilona      |
| Cobb                         | Adam Chambers       | Karácsonyi Zoltán |
| Deimata                      | Tracy Dawson        | Kocsis Mariann    |
| Steve Lewis                  | Brian Palermo       | Laklóth Aladár    |
| Ryan Dean                    | Luke Benward        | Fehér Tibor       |
| Julie                        | Jennifer Aspen      | Orosz Anna        |
| Bob, a madárijesztő (hangja) | Stefano Giulianetti | Barbinek Péter    |
| Theodosia, a boszorkány      | Anna Galvin         | Agócs Judit       |

## Filmzenék
- "Fearless" – Olivia Holt
- "Had Me @ Hello" (Reprise) – Olivia Holt, Luke Benward & Katherine McNamara
- "Nothing's Gonna Stop Me Now" – Olivia Holt
- "Had Me @ Hello" – Luke Benward
- "I Got My Scream On" – China Anne McClain
- "Superstar" – Clooney
- "Nothing's Gonna Stop Me Now" – Katherine McNamara & Crush 40

## Díjak és jelölések
| Év   | Díj                       | Kategória                                 | Eredmény |
| ---- | ------------------------- | ----------------------------------------- | -------- |
| 2013 | Radio Disney Music Awards | A legjobb szerelmes dal (Best Crush Song) | Elnyerte |

## Premierek
| Ország                    | Dátum             | Csatorna                     |
| ------------------------- | ----------------- | ---------------------------- |
| Amerikai Egyesült Államok | 2012. október 12. | Disney Channel USA           |
| Egyesült Királyság        | 2012. október 26. | Disney Channel UK            |
| Írország                  | 2012. október 26. | Disney Channel Írország      |
| Lengyelország             | 2012. október 27. | Disney Channel Lengyelország |
| Magyarország              | 2012. október 27. | Disney Channel               |
| Dél-afrikai Köztársaság   | 2013. január 7.   | Disney Channel Dél-Afrika    |
| Németország               | 2013. január 19.  | Disney Channel Németország   |
| Japán                     | 2013. október 13. | Disney Channel Japán         |